# Мицубиши Груп
„Мицубиши Груп“ (на английски: Mitsubishi Group; на японски: 三菱グループ), компании към „Мицубиши Груп“ (Mitsubishi Group of Companies) или компании към „Мицубиши“ (Mitsubishi Companies), е японски концерн, обединяващ голяма група от независими компании, съществуващи под една търговска марка – „Мицубиши“.
Компанията е основана през 1870 година от Ивасаки Ятаро. При сливането на фамилните гербове се получава известното по цял свят лого с трите диаманта. Още в началото на XX век, компанията се превръща в огромна фирма, която до края на Втората световна война остава едно цяло.
След края на войната, под натиска на съюзниците, „Мицубиши“ е разделена на 44 малки предприятия.

## Втора световна война
По време на Втората световна война, Мицубиши произвежда самолети, включително прочутия Мицубиши Зеро, използван мащабно в атаката на Пърл Харбър на 7 декември 1941 година и в други мисии.
Подобно на много други японски и германски корпорации, „Мицубиши“ използва по време на Втората световна война роби за работа във фабриките, предимно американски военнопленници и други от окупираните от Япония територии, например от Корея и Китай.
След края на войната, компанията многократно се опитва да изчисти името си. Говорител на „Мицубиши Груп“, официално заявява че компанията преди и след войната не е едно и също нещо.

## След войната
През 1946 година, следствие условията поставени от победителите във Втората световна война, Правителството на Япония издава постановление за децентрализирана индустрия. Така „Мицубиши“ се разпада на средни по големина независими компании.

## Нова ера
Мицубиши участва активно във възраждането на японската икономика, в годините между 1950 и 1960. Създаването от компанията на подразделения като – „Мицубиши Петрокемикъл“, „Мицубиши Атомик Пауър Индъстрис“, „Мицубиши Ликуефилд Петролеум Газ“ и „Мицубиши Петролеум Деволопмент“ изиграват особено важна роля.
По традиция, компанията отново започва да залага на новаторски технологии и разработки, като космическите технологии, авиация, океанско развитие, комуникации (вкл. на данни), компютри и полупроводници.
През 1970 година, Мицубиши създава „Мицубиши Фондейшън“ за организиране честването на 100-годишния юбилей от създаването на компанията. Всички дъщерни компании подкрепят Благотворителната фондация. На историческото ЕКСПО 1970 в Осака, Япония, павильона на Мицубиши е блестящ.

## Структура
В кайрецу „Мицубиши Груп“ влизат следните компании (оценка на списание „Форбс“ за 2005):
- Асахи Глас
- Банк ъф Токио-Мицубиши ЮФДжи
- Kirin Brewery Company
- Мейджи Ясуда Лайф Иншуранс Къмпани
- Мицубиши Агрикултурал Машинери
- Мицубиши Алуминиум Ко.
- Мицубиши Кейбъл Индъстрийс
- Мицубиши Кемикъл Корпорейшън (част от Мицубиши Кемикъл Холдингс Корпорейшън)
- Корпорация „Мицубиши“ – търговска компания
- Мицубиши Електрик
- Мицубиши Естейт Ко.
- Мицубиши ФУЗО Трак енд Бус Корпорейшън (Камиони и автобуси)
- Мицубиши Газ Кемикъл Къмпани
- Мицубиши Хеви Индъстрийс
- Мицубиши Какоки Кайша
- Мицубиши Лоджистик Корпорейшън
- Мицубиши Материълс Корпорейшън
- Мицубиши Мотърс (Производство на автомобили и търговия)
- Мицубиши Пейпър Милс
- Мицубиши Пластикс
- Мицубиши Район Ко.
- Мицубиши Рисърч Институт
- Мицубиши Шиндон Ко.
- Мицубиши Стийл Манифактуринг. Co.
- Мицубиши ЮФДжи-Тръст енд Банкинг (част от Мицубиши ЮФДжи Файненшъл Груп)
- Корпорация „Никон“
- Нипон Ойл Корпорейшън
- НЙК Лайн
- П.С. Мицубиши Канстръкшън Ко.
- Токио Марийн & Ничидо Файър Иншуранс

Оборотът на всички компании от групата съставлява 10% от Брутния вътрешен продукт на Япония.